# میخائلا کوکلووا
میخائلا کوکلووا (چکی: Michaela Kuklová؛ زادهٔ ۸ آوریل ۱۹۶۸) بازیگر اهل جمهوری چک است.
از فیلم‌ها یا مجموعه‌های تلویزیونی که وی در آن‌ها نقش داشته است، می‌توان به شاهدخت یاسننکا و کفاش پرنده و ساختمان پزشکان در باغ رز اشاره نمود.